# Reino Unido en los Juegos Olímpicos de Barcelona 1992
El Reino Unido estuvo representado en los Juegos Olímpicos de Barcelona 1992 por un total de 371 deportistas que compitieron en 23 deportes.  
El portador de la bandera en la ceremonia de apertura fue el remero Steve Redgrave.

## Medallistas
El equipo olímpico británico obtuvo las siguientes medallas:
| Nombre                                                    | Deporte               | Competición             |
| --------------------------------------------------------- | --------------------- | ----------------------- |
| Oro                                                       |                       |                         |
| Linford Christie                                          | Atletismo             | 100 m M                 |
| Sally Gunnell                                             | Atletismo             | 400 m con vallas F      |
| Chris Boardman                                            | Ciclismo en pista     | Persecución ind. M      |
| Matthew Pinsent Steve Redgrave                            | Remo                  | Dos sin timonel (M2-) M |
| Greg Searle Jonathan Searle Garry Herbert (timonel)       | Remo                  | Dos con timonel (M2+) M |
| Plata                                                     |                       |                         |
| Raymond Stevens                                           | Judo                  | –95 kg M                |
| Nicola Fairbrother                                        | Judo                  | –56 kg F                |
| Gareth Marriott                                           | Piragüismo en eslalon | C1 M                    |
| Bronce                                                    |                       |                         |
| Kriss Akabusi                                             | Atletismo             | 400 m con vallas M      |
| Kriss Akabusi Roger Black David Grindley John Regis       | Atletismo             | 4 × 400 m M             |
| Sandra Douglas Sally Gunnell Phylis Smith Jennifer Stoute | Atletismo             | 4 × 400 m F             |
| Steve Backley                                             | Atletismo             | Jabalina M              |
| Robin Reid                                                | Boxeo                 | Superwélter (71 kg) M   |
| Equipo                                                    | Hockey sobre hierba   | Torneo F                |
| Sharon Rendle                                             | Judo                  | –52 kg F                |
| Kate Howey                                                | Judo                  | –66 kg F                |
| Nick Gillingham                                           | Natación              | 200 m braza M           |
| Simon Terry                                               | Tiro con arco         | Individual M            |
| Simon Terry Steven Hallard Richard Priestman              | Tiro con arco         | Equipos M               |
| Robert Cruickshank Lawrie Smith Ossie Stewart             | Vela                  | Soling M                |